# Xylopia micans
Xylopia micans är en kirimojaväxtart som beskrevs av Robert Elias Fries. Xylopia micans ingår i släktet Xylopia och familjen kirimojaväxter. Inga underarter finns listade i Catalogue of Life.